# Diecezja Calbayog
Diecezja Calbayog (łac. Diœcesis Calbayogana) – diecezja rzymskokatolicka na Filipinach. Powstała w 1910 z części terenu diecezji Cebu.

## Główne świątynie
- Katedra: Katedra świętych Piotra i Pawła w Calbayog

## Lista biskupów
- Pablo Singzon (1910–1920)
- Sofronio Hacbang y Gaborni (1923–1937)
- Michele Acebedo y Flores (1937–1958)
- Manuel Del Rosario (1958–1961)
- Cipriano Urgel Villahermosa (1962–1973)
- Ricardo Pido Tancinco (1974–1979)
- Sincero Lucero (1979–1984)
- Maximiano Cruz (1994–1999)
- Jose Palma (1999–2006)
- Isabelo Abarquez (od 2007)